# Osmia lignaria
Osmia lignaria là một loài Hymenoptera trong họ Megachilidae. Loài này được Say mô tả khoa học năm 1837.

## Hình ảnh

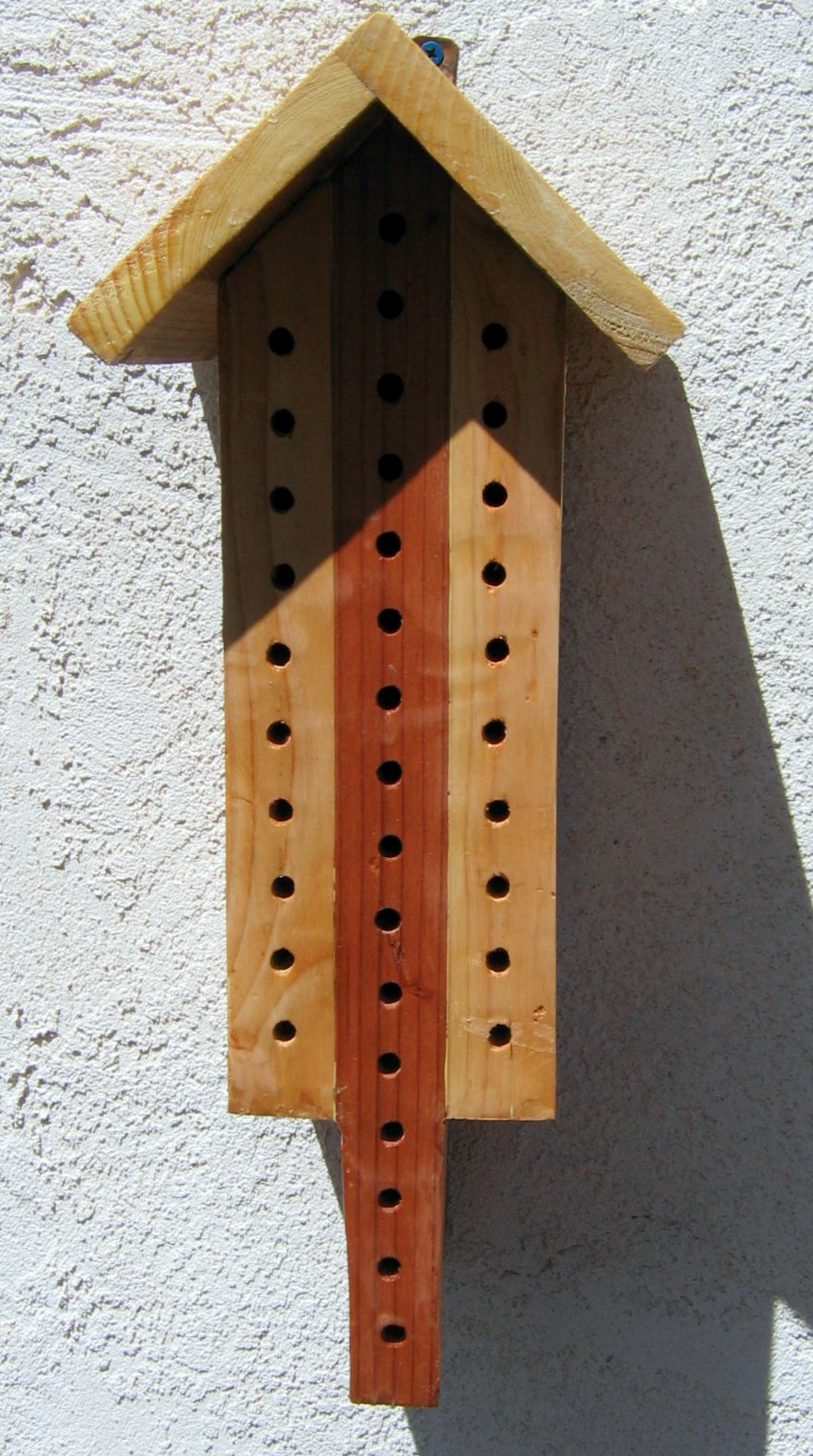
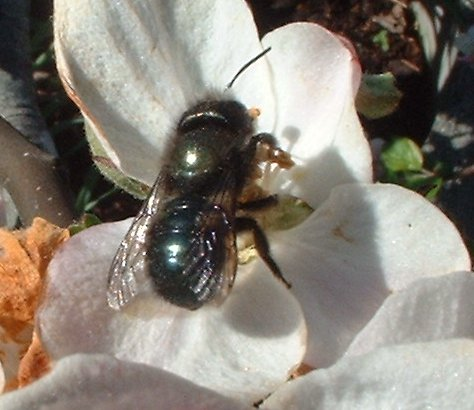
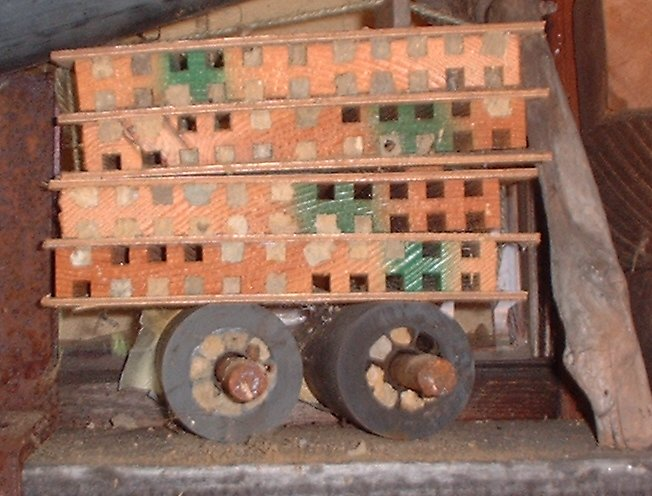
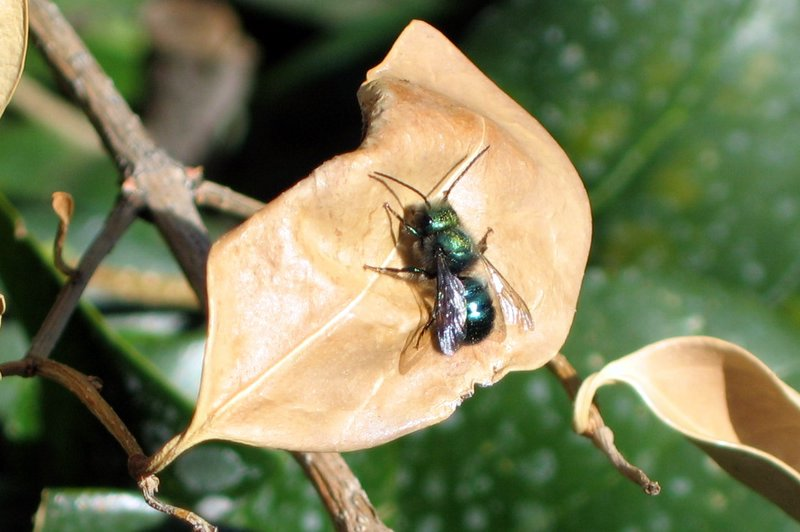